# 格洛克37手槍
格洛克37（Glock 37）是一款由奧地利槍械製造商格洛克公司所設計及生產的手枪，是格洛克17的.45 GAP口徑版本，標凖彈匣為10發。

## 歷史
格洛克21 .45 ACP手槍是為了打入美國市場而研製的。雖然其13發容量彈匣在該口徑的手槍而言相當高，但也令該槍的體積相對較大，不便於隱蔽攜帶。加上格洛克系列手槍槍身質量較輕，使用較大威力的手槍子彈（比如.45 ACP、10毫米Auto）時的後座力增大，射擊精度不高。這些都導致發射.45 ACP口徑手槍子彈的格洛克21没有取得預期之中的成功，成為格洛克手槍中較為不暢銷的款式。
為了解決既要保持彈匣與握把相對較小，又要增大槍彈成力這對矛盾，格洛克公司研製了.45 GAP手槍子彈。該彈比.45 ACP子彈彈殼縮短3.4毫米，但威力卻絲毫不減，主要是因為它選用了性能較好的裝藥，因而減少了裝藥量，彈殼可相應地縮短。

## 設計
格洛克37發射.45 GAP彈藥，裝有改良過的套筒及套筒導軌，對應.45 GAP的槍管，外型與格洛克17非常相似。
格洛克37採用了更寬、更斜面的套筒，更大的槍管和不同的彈匣，而在其他方面則類似於格洛克17。格洛克37最早於2003年推出，它被設計為提供與.45 ACP相媲美的彈道性能和格洛克17的槍身尺寸，同時解決.45口徑在槍身較輕的格洛克上造成的後座力問題。而格洛克20和21的尺寸擔憂已經可由格洛克36、21SF和30SF所有這些具有縮短了槍身尺寸的型號來解決。
.45 GAP口徑的格洛克37與.45 ACP口徑的格洛克手槍一樣，配有八边形的多邊形膛線，而非其他型號的六边形膛線。八邊形膛線在直徑相對較大的陽膛徑中能提供一個更好的氣體密封，因為八邊形比六邊形更為緊密地酷似一個圓形。
格洛克37在推出時已經是以第三代版本（即第三代格洛克37）之姿出現，並在套筒下前方設有導軌以安裝各種戰術配件。另外亦在握把上有手指凹槽。其後經歷了一次修改版本，最新的版本稱為第四代格洛克37（英語：4th generation Glock 37）。第四代會在套筒上型號位置加上“Gen4”以玆識別。
2010年开始，新推出的格洛克37為了大大提高人機工效，採用了新紋理，握把由粗糙表面改凹陷表面，而握把略為縮小，亦且由過往不能更換改為可以更換握把片（分別是中形和大形，亦可以不裝上握把片直接使用），以調整握把尺寸，更適合不同的手形。套筒內部的復進簧改為雙復進簧式設計，大大降低了後坐力和提高了全槍的壽命。為了適應雙復進簧式設計，套筒下的聚合物槍身前端部分較前一代格洛克37略為加寬。亦會有經改進的彈匣設計，以便左右手皆可以直接按下加大化的彈匣卡榫以更換彈匣，亦可以與舊式彈匣共用，但只可以右手按下彈匣卡榫以更換彈匣。

## 使用國
- 美国
  - 部份地方警察單位

## 資料來源
1. ↑  Glock.com的格洛克37技術資料 的存檔，存档日期2013-03-13.
2. ↑  .   [2009-02-26]. （原始内容存档于2009-02-14）.
3. ↑  . Atlantisarms.com.   [2010-06-29]. （原始内容存档于2010-04-20）.

## 外部連結
- （英文）—格洛克官方主頁
- （英文）—Chuck Hawks.com－The .45 GAP Glock 37 （页面存档备份，存于）
- （英文）—Handguns Magazine.com—The Glock 37 .45 GAP
- （英文）—Tactical-Life.com—Glocks Galore: The Ultimate Glock Buyer’s Guide （页面存档备份，存于）
- （简体中文）—《轻兵器》—豪门新秀——格洛克37式手枪及枪弹(组图) （页面存档备份，存于）
- （简体中文）—D Boy Gun World（GLOCK 37） （页面存档备份，存于）